# Нгеан

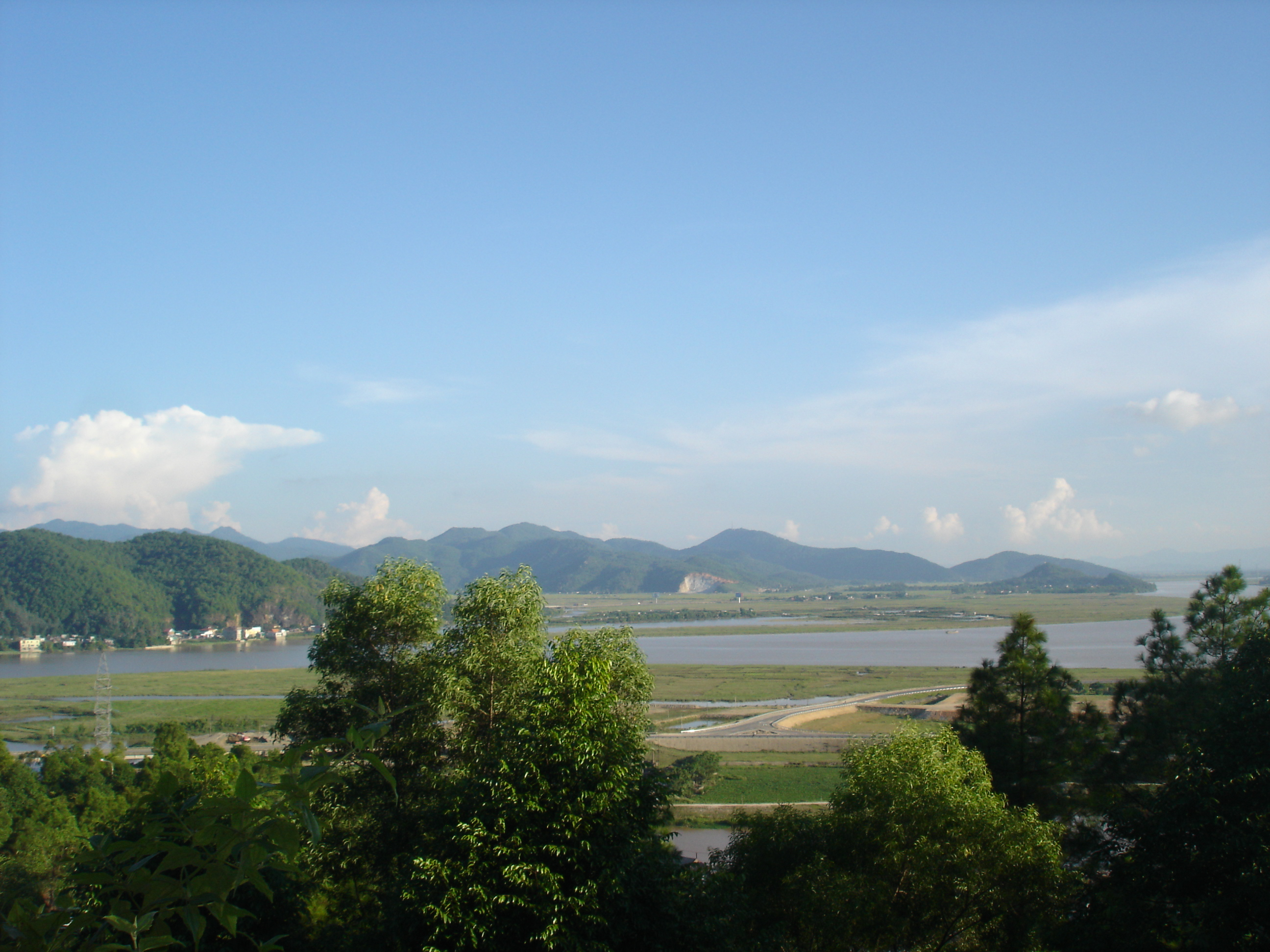
Река Лам — главная река провинции Нгеан

Нгеа́н (вьет. Nghệ An, тьы-ном 乂安) — самая большая по площади провинция Вьетнама. Расположена в северной части Центрального побережья. Площадь составляет 16 491 км²; административный центр — город Винь. Нгеан — родина Хо Ши Мина.

## Административное деление
В административном отношении подразделяется на:
- 1 город провинциального подчинения — Винь,
- 3 городка местного значения, административные единицы первого порядка: Кыало, Хоангмай и Тхайхоа,
- 17 уездов: Аньшон, Конкуонг, Зьентяу, Долыонг, Хынгнгуен, Кишон, Намдан, Нгилок, Нгиадан, Кюэфонг, Куитяу, Куихоп, Куиньлыу, Танки, Тханьтьыонг, Тыонгзыонг, Йентхань.

## Население
| 2009      | 2019      |
| --------- | --------- |
| 2 913 055 | 3 327 791 |

Согласно переписи 2019 года, из 3 327 791 человек городское население составляет около 15 % (490 038 человек), все остальные — сельское.

## Образование
В провинции имеется 2 университета, оба располагаются в городе Винь.